# Ulrika Barklund Larsson
Carin Ulrika Barklund Larsson, ogift Barklund, född 3 april 1965 i Uppsala domkyrkoförsamling, död 5 november 2009 i Solna församling i Stockholms län, var en svensk ämbetsman. 
Under flera år tjänstgjorde Barklund Larsson på Finansdepartementet, bland annat som ekonomiskt råd i Bryssel 1997–2001 och som departementsråd och chef för internationella avdelningens enhet för EU-frågor 2004–2007. Parallellt med detta var hon också huvudsekreterare för flera större offentliga utredningar gällande exempelvis utlokalisering av statlig verksamhet samt RAKEL, ett mobilsystem för säkerhetsorganisationerna och räddningstjänsten i Sverige. Åren 2007–2009 var hon ambassadör och biträdande chef på Sveriges ständiga representation vid Europeiska unionen i Bryssel. I denna kapacitet ansvarade hon för Coreper I-frågor. 
På initiativ av Barklund Larsson bildades Ulrikas fond, med syfte att stimulera utveckling och förbättring av den praktiska vården av bröstcancerpatienter. Fonden ingår i Karolinska Universitetssjukhusets fonder.
Hon var från 1993 gift med Kjell Larsson. Ulrika Barklund Larsson är begravd på Solna kyrkogård.